# بيواكي (ويسكونسن)
بيواكي (بالإنجليزية: Pewaukee (village), Wisconsin)‏ هي بلدة تقع في الولايات المتحدة في مقاطعة واكيشا (ويسكونسن). يقدر عدد سكانها بـ 8,166 نسمة ومساحتها 11.73 كم2 وترتفع عن سطح البحر 266 متر.

## التركيبة السكانية
قام مكتب تعداد الولايات المتحدة بتحديد بيانات التركيبة السكانية لبيواكي في تعداد الولايات المتحدة. في ما يلي، التركيبة السكانية حسب تعدادي 2000 و2010.

### تعداد عام 2000
بلغ عدد سكان بيواكي 8,170 نسمة بحسب تعداد عام 2000، وبلغ عدد الأسر 3,635 أسرة وعدد العائلات 2,079 عائلة مقيمة في القرية.
وتوزع التركيب العرقي للقرية بنسبة 96.19% من البيض و 0.22% من الأمريكيين الأصليين و 1.80% من الأمريكيين ذوي الأصول الآسيوية و 0.58% من الأمريكيين الأفارقة و 0.86% من عرقين مختلطين أو أكثر.
بلغ عدد الأسر 3,635 أسرة كانت نسبة 28.3% منها لديها أطفال تحت سن الثامنة عشر تعيش معهم، وبلغت نسبة الأزواج القاطنين مع بعضهم البعض 46.7% من أصل المجموع الكلي للأسر، ونسبة 7.7% من الأسر كان لديها معيلات من الإناث دون وجود شريك، وكانت نسبة 42.8% من غير العائلات. تألفت نسبة 35.5% من أصل جميع الأسر من أفراد ونسبة 7.6% كانوا يعيش معهم شخص وحيد يبلغ من العمر 65 عاماً فما فوق. وبلغ متوسط حجم الأسرة المعيشية 2.89، أما متوسط حجم العائلات فبلغ 2.19.
بلغ العمر الوسطي للسكان 36 عاماً. وكانت نسبة 22.2% من القاطنين تحت سن الثامنة عشر، وكانت نسبة 7.1% بين الثامنة عشر والأربعة وعشرون عاماً، ونسبة 37.3% كانت واقعةً في الفئة العمرية ما بين الخامسة والعشرون حتى والأربعة وأربعون عاماً، ونسبة 21.3% كانت ما بين الخامسة والأربعون حتى الرابعة والستون، ونسبة 12.1% كانت ضمن فئة الخامسة والستون عاماً فما فوق. يوجد لكل 100 أنثى 90.4 ذكر، ويوجد لكل 100 أنثى في الثامنة عشر من عمرها فما فوق 86.6 ذكر.
بلغ متوسط دخل الأسرة في القرية 53,874 دولار، أما متوسط دخل العائلة فبلغ 66,940 دولار. وكان متوسط دخل الذكور 43,284 دولار مقابل 31,477 دولار للإناث. وسجل دخل الفرد الخاص بالقرية 26,656 دولار. وكانت نسبة 1.2% من العائلات ونسبة 2.3% من السكان تحت خط الفقر، وكان من هؤلاء نسبة 2.5% تحت سن الثامنة عشر ونسبة 3.0% في الخامسة والستين من العمر وما فوق.

### تعداد عام 2010
بلغ عدد سكان بيواكي 8,166 نسمة بحسب تعداد عام 2010، وبلغ عدد الأسر 3,903 أسرة وعدد العائلات 2,043 عائلة مقيمة في القرية. في حين سجلت الكثافة السكانية 1,977.2 نسمة لكل ميل مربع (763.4/كم2). وبلغ عدد الوحدات السكنية 4,160 وحدة بمتوسط كثافة قدره 1,007.3 لكل ميل مربع (388.9/كم2).
وتوزع التركيب العرقي للقرية بنسبة 92.4% من البيض و 0.2% من الأمريكيين الأصليين و 3.9% من الأمريكيين ذوي الأصول الآسيوية و 0.1% من سكان جزر المحيط الهادئ و 1.1% من الأمريكيين الأفارقة و 1.2% من عرقين مختلطين أو أكثر.
بلغ عدد الأسر 3,903 أسرة كانت نسبة 24.9% منها لديها أطفال تحت سن الثامنة عشر تعيش معهم، وبلغت نسبة الأزواج القاطنين مع بعضهم البعض 40.0% من أصل المجموع الكلي للأسر، ونسبة 8.8% من الأسر كان لديها معيلات من الإناث دون وجود شريك، بينما كانت نسبة 3.5% من الأسر لديها معيلون من الذكور دون وجود شريكة وكانت نسبة 47.7% من غير العائلات. تألفت نسبة 41.3% من أصل جميع الأسر من أفراد ونسبة 15.8% كانوا يعيش معهم شخص وحيد يبلغ من العمر 65 عاماً فما فوق. وبلغ متوسط حجم الأسرة المعيشية 2.87، أما متوسط حجم العائلات فبلغ 2.08.
بلغ العمر الوسطي للسكان 41.4 عاماً. وكانت نسبة 20.8% من القاطنين تحت سن الثامنة عشر، وكانت نسبة 6.5% بين الثامنة عشر والأربعة وعشرون عاماً، ونسبة 27.8% كانت واقعةً في الفئة العمرية ما بين الخامسة والعشرون حتى والأربعة وأربعون عاماً، ونسبة 28.5% كانت ما بين الخامسة والأربعون حتى الرابعة والستون، ونسبة 16.4% كانت ضمن فئة الخامسة والستون عاماً فما فوق. وتوزع التركيب الجنسي للسكان بنسبة 47.1% ذكور و52.9% إناث.